# スイダクラ

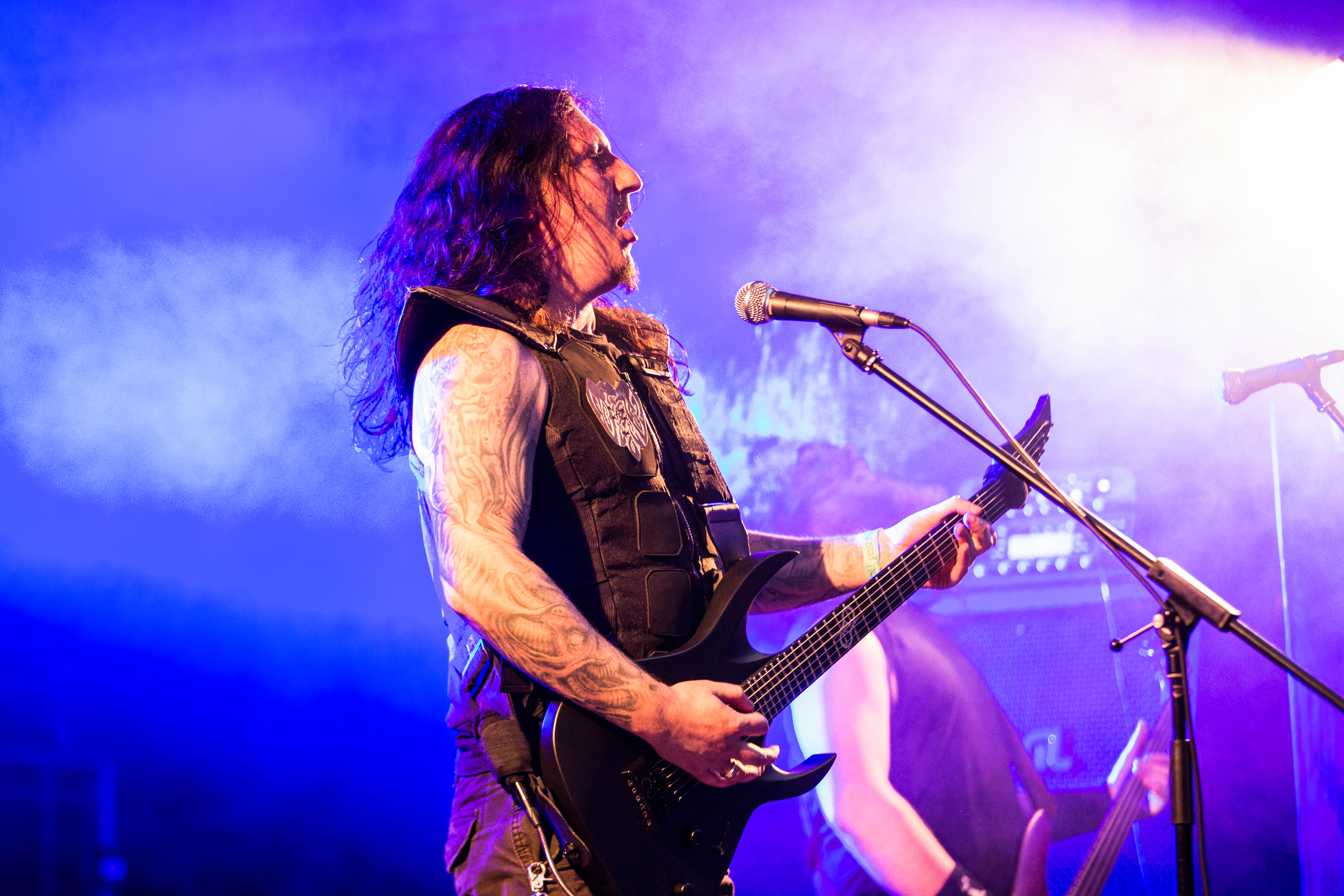
アントニク（2017年）

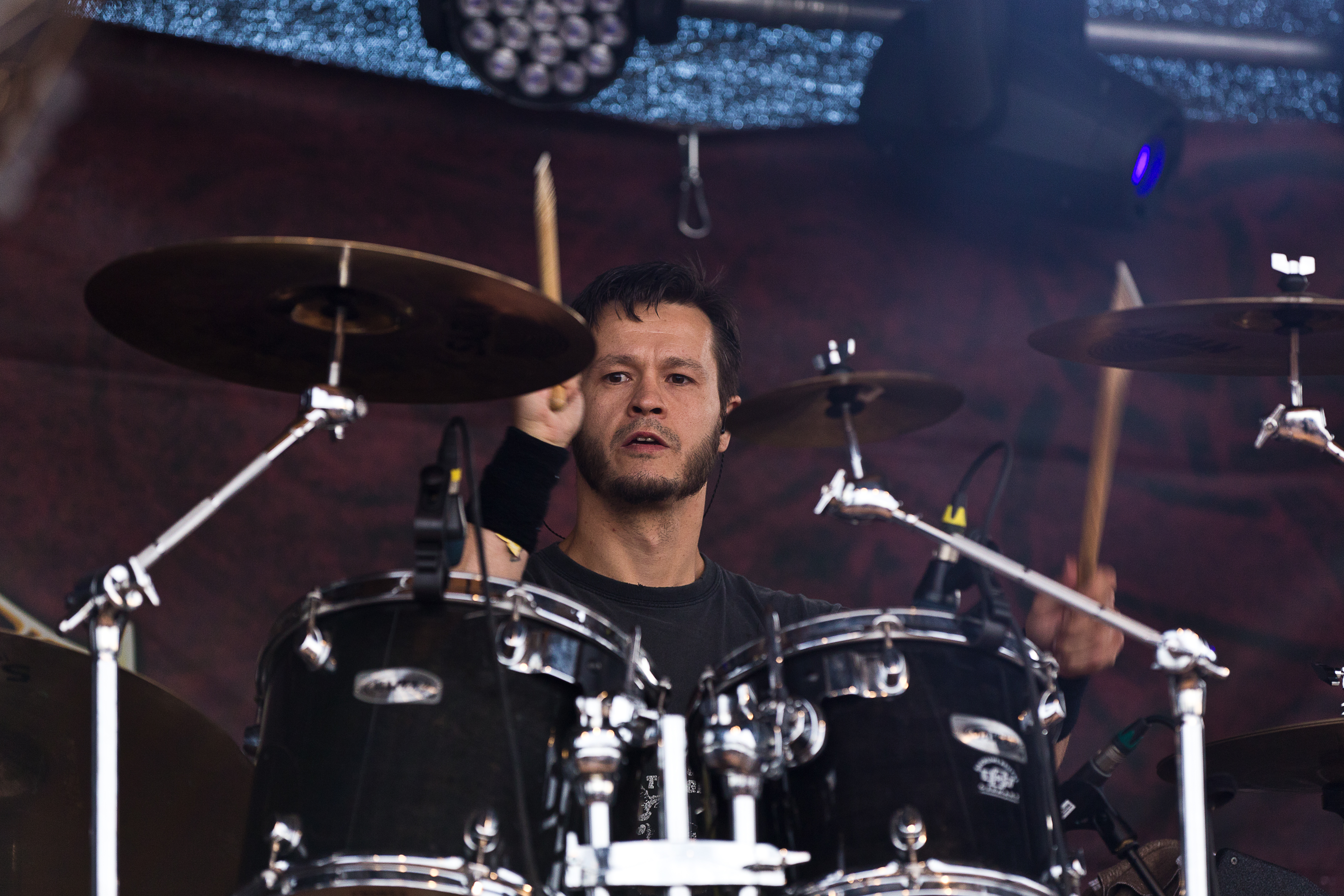
ヴェーナー（2015年）

スイダクラ　(SuidAkrA)はドイツのメロディックデスメタルバンド。20年に及ぶキャリアを通じ、ヨーロッパ・ロシア・アメリカでコンサートツアーを数回開催し、その中で200回以上のライブ演奏を行った。スイダクラはバグパイプやバンジョー、ティン・ホイッスルといった伝統的楽器を演奏に取り入れていることで知られる。
バンド名の"SuidAkrA"はギターボーカルを務めるアルカディウス(Arkadius)の名の倒語。

## メンバー

### 現在のメンバー
- アルカディウス・アントニク (Arkadius Antonik) - ボーカル、ギター、キーボード (1994–)
2000年より、キーボードを兼任する。
- ゼバスティアン・イェンセン (Sebastian Jensen) - ギター、ボーカル (2009–2010, 2018–)
かつては、ゼバスティアン・ヒンツ (Sebastian Hintz)とクレジットされていた。
- ティム・シーブレヒト (Tim Siebrecht) - ベース (2012–2016, 2019–)
かつて、ライヴミュージシャン（ギター、ベース）としても参加していたことがある。
- ケン・イェンツェン (Ken Jentzen) - ドラムス (2018-)
2018年から2019年の間は、ベーシストとして在籍していた。

### ライブミュージシャン
- ゼバスティアン・"ゼーブ"・レヴェルマン (Sebastian "Seeb" Levermann) - ギター、クリーンボーカル (2009)

### かつてのメンバー
- マルセル・ショーネン (Marcel Schoenen) - ギター、クリーンボーカル (1996–2000, 2005–2007)
- マティアス・クプカ (Matthias Kupka) - ギター、クリーンボーカル (2004-2005)
- マリウス・"ユッシ"・ペシュ (Marius "Jussi" Pesch) - ギター、クリーンボーカル (2012–2018; live 2010-2012)
- クリストフ・ザカロースキー (Christoph Zacharowski) - ベース (1994–1998)
- F.T. - ベース (1999–2001)
- ニルス・ブロス (Nills Bross) - ベース (1998–1999)
- マルクス・リーヴァルト (Marcus Riewaldt) - ベース、バッキングボーカル (2002–2012)
- ヤン・ヤンソーン (Jan Jansohn) - ベース (2016-2018)
- ダニエラ・フォークト (Daniela Voigt) - キーボード、ボーカル (1994–2000)
- ステファン・メラー (Stefan Möller) - ドラムス、ボーカル (1994–2000)
- ラース・ヴェーナー (Lars Wehner) - ドラムス、バッキングボーカル (2001–2018)

## ディスコグラフィー

### アルバム
- Lupine Essence (1997)

メロディックデスメタル志向の他のアルバムに比べ、よりブラックメタルを志向している。最終曲の「Internal Epidemic」は収録に際し再演奏されることはなくデモテープ『Dawn』の物がそのまま使用された。1999年のアルバム『Lays from Afar』にはこのアルバムがボーナストラックとして収録されている。後に、6曲目の「Warpipes Call Me」の再編曲版「Still The Pipes Are Calling」が作られ、アルバム『Emprise to Avalon』に収録された。
- Auld Lang Syne (1998)
- Lays from Afar (1999)
- The Arcanum (2000)
- Emprise to Avalon (2002)
- Signs for the Fallen (2003)
- Command to Charge (2005)
- Caledonia (2006)

このアルバムの詩は、ピクト人の神秘的側面・侵略者ローマ帝国へのピクト人の反抗・価値観の全く異なるピクトとローマ間のシンクロニシティをテーマとしている。
- Crógacht (2009)

アイルランド語で「勇気」を意味する語をタイトルとして付けられたこのアルバムは、収録曲の全てがアイルランドの伝承『アイフェの一人息子の最期』を題材とする。この伝承では、英雄クーフーリンが女戦士スカアハから武術を学ぶためにヘブリディーズ諸島・スカイ島へと旅立つが、後の彼の決断が次々に事件を引き起こし、最終的にその息子コンラの悲劇的な死を招く。
- Book of Dowth (2011)
- Eternal Defiance (2013)
- Realms of Odoric (2016)
- Cimbric Yarns (2018)

### エクステンデッドプレイ
- The Eternal Chronicles (2013)

### デモテープ
- Dawn (1995)

### コンピレーションアルバム
- 13 Years of Celtic Wartunes (2008)